# ユーラス白糠ソーラーパーク
ユーラス白糠ソーラーパーク（ユーラスしらぬかソーラーパーク）は、北海道白糠郡白糠町にある太陽光発電所。運転開始直後までは「白糠太陽光発電所」という名称であった。

## 概要
ユーラスエナジーホールディングスと白糠町がメガソーラー発電所の建設合意に至り、町内の釧路白糠工業団地にある中小企業基盤整備機構（中小機構）所有地を取得して建設した。総出力は30,000 kWは当時の北海道最大規模であり、年間の総発電量は一般家庭約9,600世帯分となる電力を発電している。近接している道の駅しらぬか恋問にはユーラスエナジー寄贈の展望台があり、ソーラーパークや恋問海岸を眺めることができる。

## 設備
ソーラーパネルは京セラ製のシリコン系多結晶太陽電池、パワーコンディショナーは東芝三菱電機産業システム（TMEIC）製を使用している。ソーラーパネルの設置高は1 m、角度は30度にしているほか、冬場の凍上によって架台が持ち上げられることが無いように杭基礎を土壌が凍結しない深さまで打ち込む対策を施している。